# هورشيد توبيبايف
هورشيد توبيبايف (مواليد 13 نوفمبر 1989) هو ملاكم أوزباكستاني، مثّل بلاده في الألعاب الأولمبية الصيفية 2008.

## روابط خارجية
هورشيد توبيبايف على موقع بوكس ريك (الإنجليزية) (registration required)
- هورشيد توبيبايف على موقع أوليمبيديا (الإنجليزية)